# Bob Van de Voorde
Bob Van de Voorde was een Belgisch redacteur.

## Levensloop
Hij was van 1969 tot 1978 redactiesecretaris van de Vooruit. Na de fusie van deze krant met de Volksgazet was hij adjunct-hoofdredacteur bij de nieuwe uitgave De Morgen. Vervolgens was hij adjunct-hoofdredacteur van het persagentschap Belga, alwaar hij in 1991 werd ontslagen.